# 尼日尔国旗
尼日尔国旗启用于1959年11月23日，是一面效仿法国国旗而重新设计的三色旗，法定纵横比例为6：7（接近于正方形）。
旗面由橙色（象徵尼日尔北部撒哈拉沙漠）、白色（象徵穿越尼日尔国土的尼日尔河）、绿色（象徵尼日尔南部的肥沃农地）三道橫條組成，中有一橙色圓形 （代表太陽，寓意尼日尔人民希望国家走向欣欣向荣之路）。

## 其他纵横比例的尼日尔国旗
由于尼日尔国旗纵横比例较为特殊，因此该国国旗在外交场合另有以下纵横比例的代用旗：

2:3
3:5
1:2